# Decal
Decal, også kendt som klistermærke eller sticker, er et stykke plastfolie eller papir med et påtrykt mønster, tekst eller billede, for eksempel et logo, som kan overføres til en anden overflade ved kontakt.
Der er to varianter:
- Mærker hvor mønsteret (bogstaver, logo eller andet) er trykt spejlvendt på decalet. Denne variant bruges på tøj ved at mærket, ved hjælp af et varmt strygejern, overføres til tøjet. Sådanne mærker bruges til individuelle T-shirts, klubtøj, arbejdstøj og lignende og i stedet for silketryk, når det drejer sig om et enkelt eller nogle få eksemplarer.
- Selvklæbende decaler er tilsvarende, men billedet er ikke spejlvendt. Motivet er trykt på selvklæbende plastfolie. I denne variant findes alt fra små billeder og bogstaver som nærmest er legetøj for børn, for eksempel løse "tatoveringer" og overføringsmærker til plastbyggesæt, til meterhøje plakater som blandt andet bruges til heldækkende reklamer på busser, lastvognstrailere og tog. Denne form for decaler har overtaget meget af markedet som en skiltemaler tidligere havde.